# Heather Langenkamp
Heather Langenkamp (Tulsa, Oklahoma, 17 de julio de 1964) es una actriz estadounidense de cine y televisión, conocida principalmente por sus tres participaciones en la serie de películas de terror de Freddy Krueger, A Nightmare on Elm Street interpretando a la protagonista Nancy Thompson.

## Primeros años
Hija de la artista Mary Alice Langenkamp, y Robert Dobie Langenkamp, Jr., pasó su infancia y adolescencia en Tulsa. Realizó sus estudios primarios en la escuela Holland Hall School y los secundarios en Booker T Washington High School. Su padre, un abogado especialista en asuntos petroleros fue ejecutivo de los gobiernos de Jimmy Carter y Bill Clinton. En 1983 obtuvo su primer papel, una pequeña parte en The Outsiders del director Francis Ford Coppola, mientras se filmaba en Tulsa.

## Carrera
En 1984 Langenkamp viajó a California a estudiar en la Universidad de Stanford y fue seleccionada por Wes Craven para el papel protagónico de Nancy Thompson en A Nightmare on Elm Street, primera parte de la serie de notable éxito de taquilla. Posteriormente interpretó a una joven ama de casa en Suburban Beat para la productora Viacom. Se estrenó en 1985 y se pensó en hacer una serie sobre la TV movie. En 1986 la CBS quiso que interpretase un papel protagónico en su serie de gran éxito Schoolbreak Special en el episodio Have You Tried Talking to Patty? donde interpretaba a Erica, una joven estudiante con problemas en el instituto. Ese mismo año sería seleccionada por la ABC en su serie de éxito Afterschool Specials, interpretando a la joven Paula Frinkle; este episodio consiguió el premio de la televisión en 1986. Los directores de casting la seleccionaron para interpretar a Audrey en la serie de televisión Heart of the City junto a Christina Applegate. 
En 1987 Wes Craven la convenció para interpretar nuevamente a Nancy y Heather accedió, regresando al papel para la tercera parte de la saga estrenada en 1987. Este mismo año y durante la filmación de Pesadilla 3, la actriz volvió a la Tv donde participó como estrella invitada en la serie Hotel y The New Adventures of Beans Baxter. Entre 1988 y 1990 protagonizó la serie de ABC Just the Ten of Us, un spin-off de Growing Pains. Durante un paro en la grabación de la serie participó en un film de terror de Wes Craven, Shocker, 100.000 voltios de terror, donde conoció a su segundo marido, David Anderson. Al terminar la serie en 1990 y tras una cancelación injustificada de la serie Heather volvió a la televisión con Los problemas crecen como estrella invitada en tres episodios especiales, donde interpretó a Amy, la rara novia de Mike. 
Después de 1990, tras un incidente desafortunado con un fan en 1989 que supuso un intento de agresión y un acoso desmedido, Heather decidió voluntariamente retirarse para olvidar el incidente y ser madre. En 1993 Heather le contó a Wes Craven los terrores de su vida real y el miedo que pasó y Wes escribió un guion basado en ello. En 1994 protagonizó Wes Craven's New Nightmare, séptima parte de la serie de A Nightmare.... Volcada en el cuidado de su familia, Heather volvió a la televisión nuevamente e interpretó a la patinadora olímpica Nancy Kerrigan en la película de TV Tonya y Nancy: la verdadera historia. En 1995 Robert Kurzman la llamó para interpretar uno de los personajes principales en la película The Demolitionist pero ella declinó la propuesta, y participó en un secundario que no le robase demasiado tiempo. 
En 1997 Heather con una nueva imagen y algo cansada de la popularidad de A Nightmare on Elm Street, trabajó en la serie Perversion of Science en el episodio Ultimate Weapon, donde es la protagonista absoluta del capítulo. Ese mismo año participó como estrella invitada en la serie Partners. Fred Olen Ray, director de serie B por excelencia, contrató a Heather como actriz protagonista en la película Fugitive Mind con Michael Dudikoff. En 1999 participó en las series 18 Wheels of Justice y JAG. Fueron sus dos últimas apariciones en televisión durante esa década. En 2007 participó en The Bet, película independiente italiana. Ya con sus hijos mayores, Heather intentó retomar su carrera como actriz. Trabajó con su marido, el director de FX David Anderson, y ambos fundaron AFX, empresa dedicada a los mismos desde 2007.

## Vida personal
Langenkamp dirigió la Malibu Gum Company, que vendía chicle con cromos de estrellas del surf de California, actualmente cerrada. En 1994, Wes Craven se basó en ella para hacer la película Wes Craven's New Nightmare tras el acoso a la que la sometió un fan suyo. Ha estado casada dos veces, y tiene dos hijos de su segundo matrimonio con el artista de efectos especiales, David Anderson.

## Filmografía

### Film
| Año  | Título                                      | Rol                      | Notas                            |
| ---- | ------------------------------------------- | ------------------------ | -------------------------------- |
| 1983 | The Outsiders                               | Extra                    | Escenas eliminadas               |
| 1983 | Rumble Fish                                 | Extra                    | Escenas eliminadas               |
| 1984 | Nickel Mountain                             | Callie Wells             |                                  |
| 1984 | A Nightmare on Elm Street                   | Nancy Thompson           |                                  |
| 1987 | A Nightmare on Elm Street 3: Dream Warriors | Nancy Thompson           |                                  |
| 1989 | Shocker                                     | Víctima                  |                                  |
| 1994 | Wes Craven's New Nightmare                  | Heather Langenkamp       |                                  |
| 1995 | The Demolitionist                           | Christy Carruthers       |                                  |
| 1999 | Fugitive Mind                               | Suzanne Hicks            | Vídeo                            |
| 2007 | The Bet                                     | Heather Langenkamp       |                                  |
| 2010 | Never Sleep Again: The Elm Street Legacy    | Narrator                 | Documental, productora ejecutiva |
| 2011 | I Am Nancy                                  | Herself                  | Documental, productora           |
| 2012 | The Butterfly Room                          | Dorothy                  |                                  |
| 2013 | Fantasm                                     | ella misma               | Documental                       |
| 2013 | Star Trek Into Darkness                     | Moto                     |                                  |
| 2015 | Intruder                                    | Sally                    | Cortometraje                     |
| 2016 | Home                                        | Heather                  |                                  |
| 2016 | The Sub                                     | Senora Babcock           | Cortometraje                     |
| 2016 | Don't Fall Asleep                           | Narradora                |                                  |
| 2017 | Hellraiser: Judgment                        | Landlady                 |                                  |
| 2017 | The Survivors                               | Julie                    |                                  |
| 2019 | Portal                                      | Fiona                    |                                  |
|      |                                             |                          |                                  |
| 2021 | My Little Pony: A New Generation            | Dazzle Feather/Mayflower |                                  |

### Televisión
| Año       | Título                             | Rol                           | Notas                                        |
| --------- | ---------------------------------- | ----------------------------- | -------------------------------------------- |
| 1984      | Passions                           | Beth                          | Película para televisión                     |
| 1985      | Suburban Beat                      | Hope Sherman                  | Película para televisión                     |
| 1986      | CBS Schoolbreak Special            | Erica                         | Episodio: "Have You Tried Talking to Patty?" |
| 1986      | ABC Afterschool Special            | Paula Finkle                  | Episodio: "Can a Guy Say No?"                |
| 1986      | Heart of the City                  | Audrey                        | Episodio: "Of Dogs and Cat Burglars"         |
| 1987      | The New Adventures of Beans Baxter | Tracy                         | Episodio: "Beans Goes to Camp"               |
| 1987      | Hotel                              | Mónica                        | Episodio: "Desperate Moves"                  |
| 1988-1990 | Growing Pains                      | Marie Lubbock / Amy Boutilier | 5 episodios                                  |
| 1988-1990 | Just the Ten of Us                 | Marie Lubbock                 | Papel principal (47 episodios)               |
| 1994      | Tonya & Nancy: The Inside Story    | Nancy Kerrigan                | Película para televisión                     |
| 1997      | Perversions of Science             | Lou Ann Solomon               | Episodio: "Ultimate Weapon"                  |
| 1999      | Partners                           | Suzanne                       | Episodio: "Always..."                        |
| 2000      | 18 Wheels of Justice               | Waitress                      | Episodio: "Genesis                           |
| 2002      | JAG                                | Janet Thompson                | Episodio: "Odd Man Out"                      |
| 2014      | American Horror Story: Freak Show  | Female Toulouse               | 2 episodios                                  |
| 2015      | The Bay                            | Sharon Monroe                 | 4 episodios                                  |
| 2016-2017 | The Bet                            | Heather Langenkamp            | 2 episodios                                  |
| 2022      | El club de la medianoche           | Dr. Georgina Stanton          | Papel principal (10 episodios)               |

### Vídeos musicales
| Título         | Año  | Intérprete(s) | Notas |
| -------------- | ---- | ------------- | ----- |
| "Sleeping Bag" | 1985 | ZZ Top        |       |

### Otros trabajos
| Año           | Título                  | Notas                |
| ------------- | ----------------------- | -------------------- |
| 2004          | Dawn of the Dead        | Equipo de producción |
| 2005          | Cinderella Man          | Maquillaje           |
| 2007          | Evan Almighty           | Maquillaje           |
| 2007          | Dead Silence            | Maquillaje           |
| 2008          | Prank                   | Directora            |
| 2011-presente | American Horror Story   | Maquillaje           |
| 2013          | Star Trek Into Darkness | Maquillaje           |
| 2015-presente | Scream Queens           | Maquillaje           |
| 2016-presente | Filthy Preppy Teen$     | Efectos especiales   |